# オリニア科
オリニア科 (Oliniaceae) は被子植物の科の1つで、Oliniaの1属5-10種が含まれる。

## 分布
アフリカ東部から南部に分布する。

## 分類
フトモモ科との近縁性を認めて多くの分類体系でフトモモ目に入れている。

### APG植物分類体系
APG植物分類体系ではバラ類 (Rosids) のフトモモ目である。APGIIIではペナエア科に含めている。

### クロンキスト体系
クロンキスト体系ではバラ亜綱フトモモ目に属する。

### 新エングラー体系
新エングラー体系でも古生花被亜綱（離弁花類）のフトモモ目である。